# Dobronice (hrad)
Dobronice jsou zřícenina hradu na okraji vesnice Dobronice u Bechyně asi sedm kilometrů od Bechyně v okrese Tábor. Vypíná se na ostrožně nad řekou Lužnicí ve výšce 380 m n. m. Od roku 1963 je hrad chráněn jako kulturní památka.

## Historie
První písemná zmínka o vsi Dobronice pochází z roku 1222, kdy je uváděn Jan, syn Dobroňův. Kamenný hrad byl postaven kolem roku 1320. Po Dobronicích se jmenoval vladycký rod, který sídlil na hradě do počátku 15. století. Poté se v držení hradu a vsi vystřídala řada zemanských rodů, např. Kraselovští z Kraselova, Sedlečtí od Dubu, Malovcové z Malovic. V letech 1455–1459 hrad patřil i pánům z Rožmberka, kteří jej prodali svým purkrabím na Choustníce Vítům ze Rzavého. Od Vítů pak postupně panství koupili Hozlauerové z Hozlau, kteří se zasloužili o rozkvět panství, mimo jiné vybudováním mlýna a pivovaru. Za účast ve stavovském povstání byla část majetku Hozlauerům zabavena. Zbytek panství propadl královské komoře pro nesplacení dluhů po smrti Bohuslava Nestera Hozlauera z Hozlau v roce 1636.
Od královské komory získal panství spolu s hradem Ferdinand Prüger z Greinburku. Jeho dcera Anna Jakoba v roce 1691 prodala panství Václavu Sattenwolfovi, rektoru jezuitské koleje svatého Klimenta na Starém Městě pražském. Jezuité jej používali jako letní rezidenci a sídlo správy panství, které tvořilo hospodářské zázemí pražské koleje. Současně s tím vybudovali v Opařanech zámek, kam v roce 1727 přenesli správu panství. Hrad zůstal opuštěn a byl pravděpodobně využíván jen dočasně v době sezonních prací. V roce 1773 byl řád jezuitů zrušen a jeho majetek připadl královské komoře. Ta zřídila Fond studijní, který měl z bývalého jezuitského majetku financovat školy do té doby řízené řádem. Hrad sám zůstal opuštěný až do roku 1790, kdy pozvolna chátral. V roce 1790 nechal zástupce fondu vrchnostenský správce František Halbiger rozebrat střechy a vytrhat kvalitnější stavební materiál jako byly tesané kameny z rohů oken a dveří. Takto získaný materiál pak rozprodával. Potom ponechal zbytky objektu volně k rozebírání na stavební kámen. V roce 1825 zakoupila Quidobaldina Paarová, vdova po knížeti Karlu Paarovi, ve veřejné dražbě torzo hradu a přičlenila ho k paarskému velkostatku.

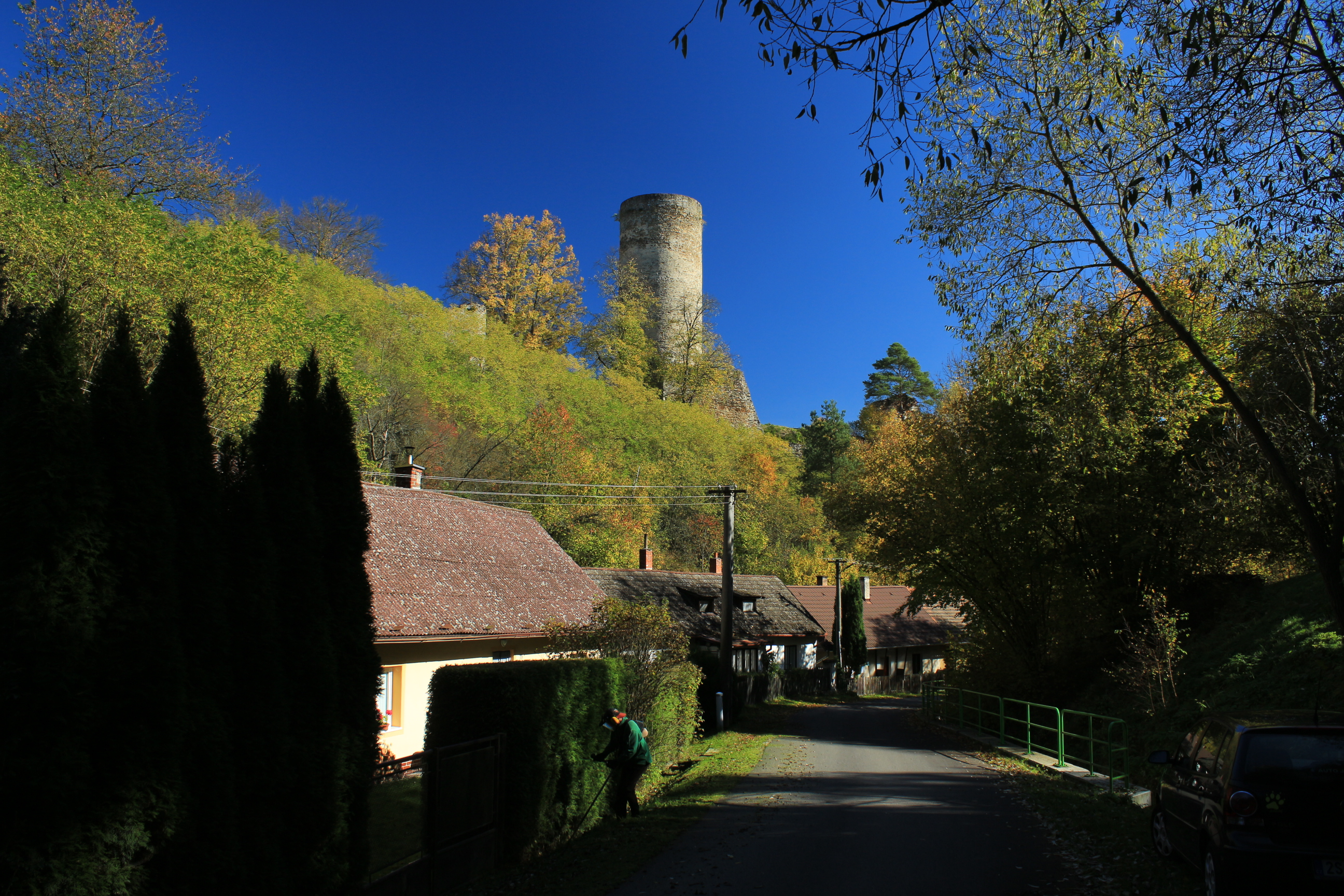
Pohled na hrad od příjezdové cesty

Roku 1890 pak byly provedeny první záchranné práce, aby se zřícenina nesesunula do Lužnice. V roce 1915 byl hrad devastován dělníky, kteří stavěli cestu pod hradem a kvůli kameni na stavbu cesty podkopávali a strhávali zdi. Další zabezpečovací práce podnikl roku 1920 Klub českých turistů. Po roce 1948, kdy byl paarský velkostatek zkonfiskován a rozparcelován, zůstala zřícenina bez oprav. V roce 1973 byl hrad neodborně sanován betonem. V té době byla také zabezpečena zachovalá věž, ze které měla být vybudována rozhledna.
V současnosti hrad patří firmě Panství Bechyně SE, jejímž majitelem je podnikatel Josef Šťáva.

## Stavební podoba
Hrad stavebně vznikal v několika etapách. Původní hrad, který pravděpodobně vznikl přestavbou dřívější dřevěné nebo dřevěnokamenné tvrze. Tvořily ho dvě příkopy oddělená předhradí a hradní jádro, v jehož čele stál do hradby vetknutý bergfrit.

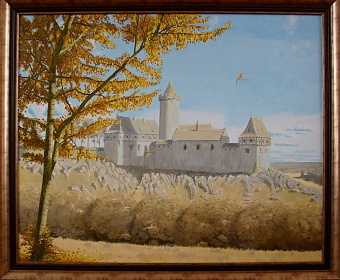
Rekonstrukce podoby hradu, L. Herc (olej na plátně)

Podle dendochronologicky získaných dat byla věž postavena nejspíše v letech 1310–1322. Má čtyři patra s plochými stropy a v nejvyšší úrovni se nacházela místnost zaklenutá bezžebernou křížovou klenbou. Původní vstup byl plánován níže, ale v průběhu stavby byl přesunut do vyššího patra. V přízemí býval výklenek, který mohl hypoteticky sloužit ke snazšímu proražení zdiva směrem zevnitř ven. Později byl upraven jako novodobý vstup do věže. V nejzazší části ostrožny stál minimálně dochovaný palác a druhý se nacházel v severovýchodním nároží. Mezi ním a bergfritem se nacházela vstupní brána.
Na přelomu patnáctého a šestnáctého století byl v prostoru druhého předhradí postaven tzv. nový zámek. Vstupovalo se do něj štíhlou věží či rizalitem, za kterou se nacházel průjezd brány. Palác byl částečně podsklepen a nacházela se v něm roubená komora určená pro pobyt žen. Během pozdně gotické přestavby bylo upraveno také hradní jádro, které bylo rozšířeno směrem do příkopu, nad kterým vznikl parkán a severovýchodní palác byl rozšířen o valeně klenuté prostory. Nový palác vznikl podél východní hradby Jeho nejvýznamnějším pozůstatkem je místnost se sklípkovou klenbou. V jádře také vznikla druhá roubená komora.

## Přístup
Kolem hradu vede červeně značená turistická stezka z Tábora do Bechyně. V sezoně je přístupná zachovalá hradní věž a v areálu hradu se konají různé atrakce pro turisty.